# Ajn al-Arab
Ajn al-Arab (arabsky عين العرب‎, kurdsky كوباني, Kobanê/Kobanî) je město ležící v Aleppském guvernorátu na severu Sýrie. V roce 2004 žilo ve městě 44 821 obyvatel. Je obýváno Kurdy, Araby, Turky a Armény.

## Historie
Za syrské občanské války obsadily dne 19. července 2012 Ajn al-Arab kurdské Lidové obranné jednotky (YPG). Po lehkých šarvátkách z počátku roku 2014 podnikl 2. července Islámský stát, jedna z organizací zapojených do občanské války, masivní útok proti městu a okolním vesnicím. Dne 16. září téhož roku došlo k dalšímu útoku Islámského státu z jihu a západu za nasazení těžké bojové techniky. Islámskému státu se podařilo obsadit mnoho blízkých obcí a postoupit až 8 kilometrů od jižního předměstí Ajn al-Arabu.